# ブリージング
| 専門評論家によるレビュー | 専門評論家によるレビュー |
| レビュー・スコア         | レビュー・スコア         |
| 出典                     | 評価                     |
| ------------------------ | ------------------------ |
| Allmusic                 | [ 1 ]                    |

『ブリージング』(Breezing) は、アメリカ合衆国のサクソフォーン奏者ソニー・レッドが、1960年後半に録音し、ジャズランド・レコードからリリースしたアルバム。

## 収録曲
特記のない曲は、ソニー・レッドの作曲作品である。
1. "Brother B" - 5:02
2. "All I Do Is Dream of You"（アーサー・フリード、ナシオ・ハーブ・ブラウン（英語版））- 4:03
3. "The New Blues" - 5:34
4. "Ditty" - 4:36
5. "'Teef" - 6:26
6. "Breezing" - 6:06
7. "A Handful of Stars" (テッド・シャピロ（英語版）、ジャック・ローレンス) - 4:42
8. "If There Is Someone Lovelier Than You"（ハワード・ディーツ（英語版）、アーサー・シュワルツ） - 2:50

## パーソネル
- ソニー・レッド - アルト・サックス
- ブルー・ミッチェル - トランペット (tracks 1, 3, 5 & 6)
- ユセフ・ラティーフ - テナー・サックス (tracks 1, 3, 5 & 6)
- バリー・ハリス - ピアノ
- ボブ・クランショウ（英語版） - ベース
- アルバート・ヒース - ドラムス